# Drycothaea guadeloupensis
Drycothaea guadeloupensis är en skalbaggsart som beskrevs av Edmond Jean-Baptiste Fleutiaux och Sallé 1889. Drycothaea guadeloupensis ingår i släktet Drycothaea och familjen långhorningar.
Artens utbredningsområde är:
- Guadeloupe.
- Dominica.

Inga underarter finns listade i Catalogue of Life.